# Rasbora volzii
Rasbora volzii és una espècie de peix cipriniforme de la família dels ciprínids.

## Morfologia
Els mascles poden assolir els 12,6 cm de longitud total.

## Distribució geogràfica
Es troba a Malàisia (Sarawak) i Indonèsia (Borneo Occidental).